# Чечелівський район
Чечелівський район — адміністративний район міста Дніпра на правому березі Дніпра. На заході межує з Новокодацьким районом; на півночі обмежений водами Дніпра; на сході межує з Центральним і Шевченківським районами; на півдні обмежений степами Дніпровського району.

## Історія
Район походить від 5-ї судової частини міста, що знаходилася по Проізвольній вулиці, 18. Вона була створена 1 грудня 1897 року.
До 5-ї поліційної частини входила територія від Гімнастичної вулиці (нині вулиця Степана Бандери) до Брянської площі, Павловська слобідка і Підгірна слобідки, Чечелівка, Олександро-Невська площа, центром якої був (і зараз існує) Свято-Благовіщенський храм Олександра Невського, вулиці Робоча, Канатна, Трамвайна (Боброва), Ігнатіївська, Аптекарська балка, Сквозна (Щепкіна), Коротка (Надії Алексєєнко), Керосинна (Леваневського) та інші.
До неї входило 1300 будинків і 2300 жителів. Персонал 5-ї поліційної частини складався з 26 осіб: пристав, помічник, 2 наглядачі, 20 служителів і 2 кінних стражники.
1905 року 5 частина іменується Заводський район, 1917 рік — Брянський район, 1920 рік — Фабрично-Чечелівський район, 1923 рік — Чечелівський район, 1925 рік — Червоночечелівський район, 1932 рік — Красногвардійський район.
26 листопада 2015 року розпорядженням в.о. міського голови у рамках декомунізації Красногвардійський район перейменований на Чечелівський.

## Населення

### Мовний склад
Рідна мова населення за даними перепису 2001 року:
| Мова       | Чисельність, осіб | Доля     |
| ---------- | ----------------- | -------- |
| Українська | 56 708            | 46,98 %  |
| Російська  | 62 674            | 51,92 %  |
| Інше       | 1 324             | 1,10 %   |
| Разом      | 120 706           | 100,00 % |

## Райони
Чечелівка, Шляхівка (Надеждівка), Шевченко, Верхній, Краснопілля.

## Головні вулиці
- Проспект Лесі Українки
- Проспект Сергія Нігояна
- Робоча вулиця
- Вулиця Незалежності
- Проспект Богдана Хмельницького

## Особистості
- Локтіонов Владислав Олександрович (1976—2019) — солдат Збройних сил України, учасник російсько-української війни.

## Галерея

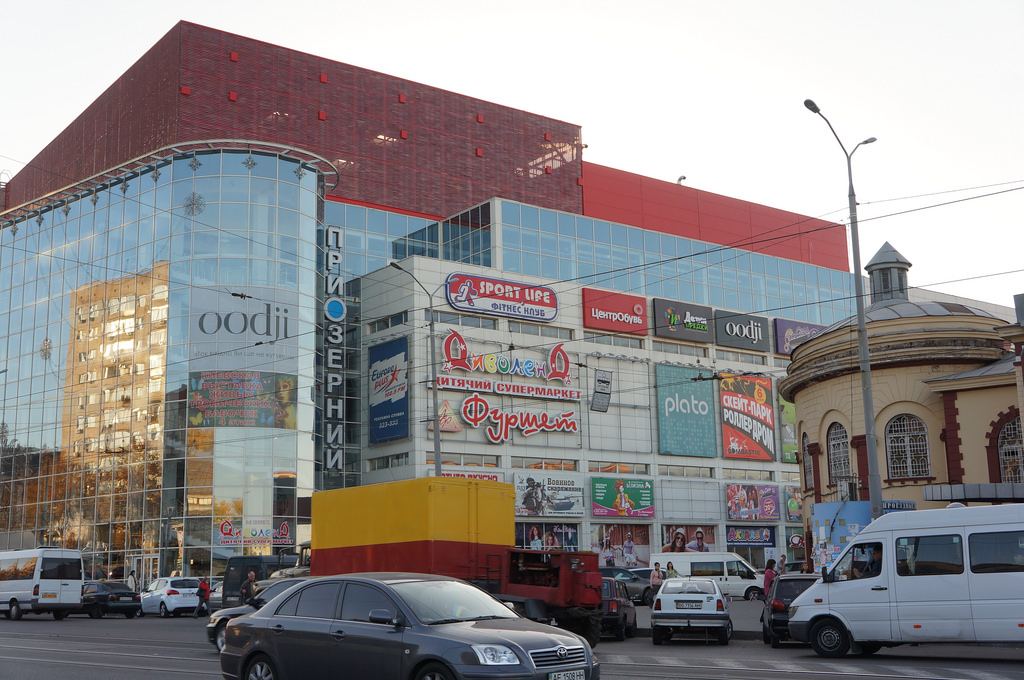
Торговий центр у Чечелівському районі
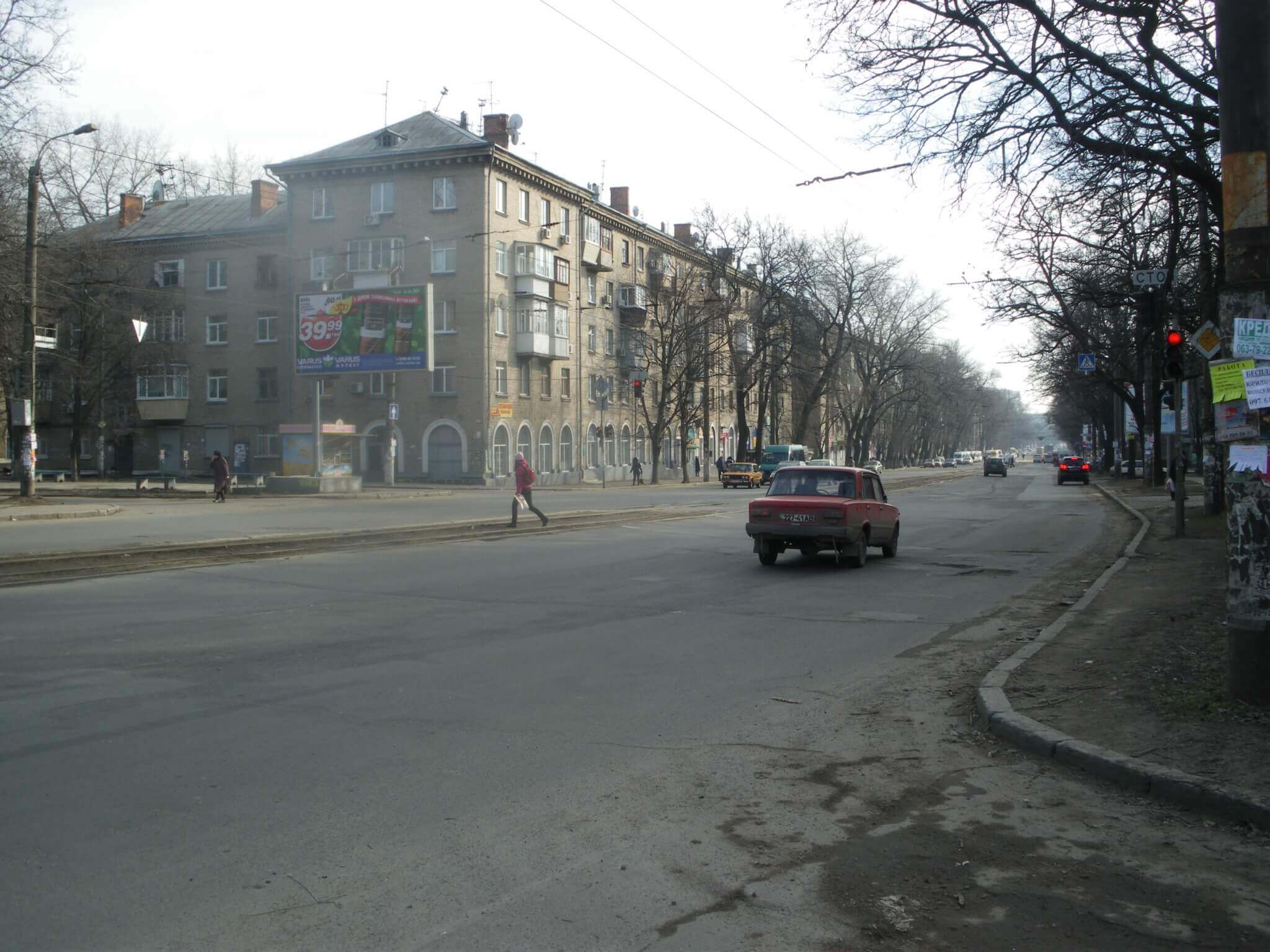
Проспект Богдана Хмельницького
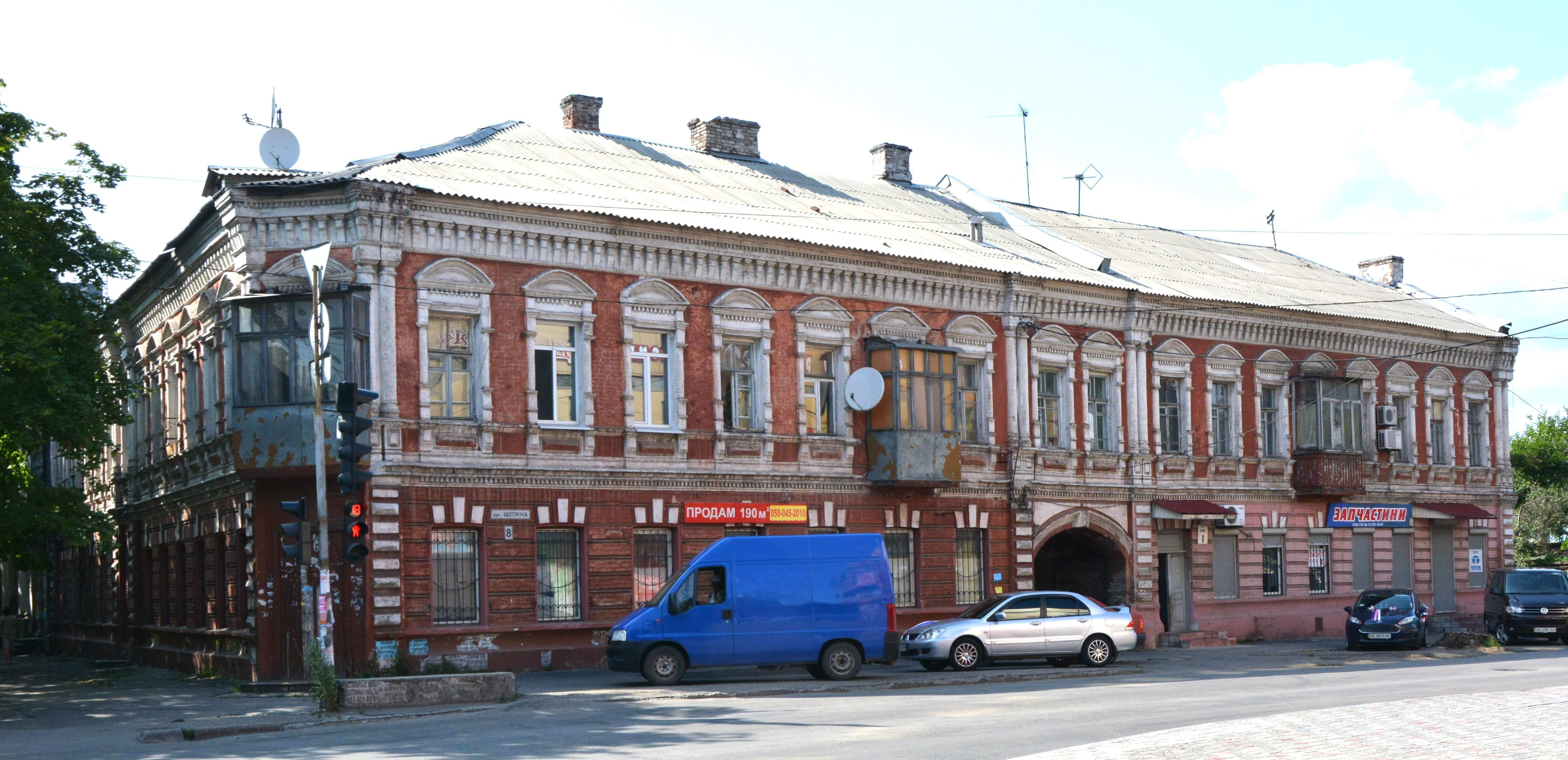
Вулиця Щепкіна
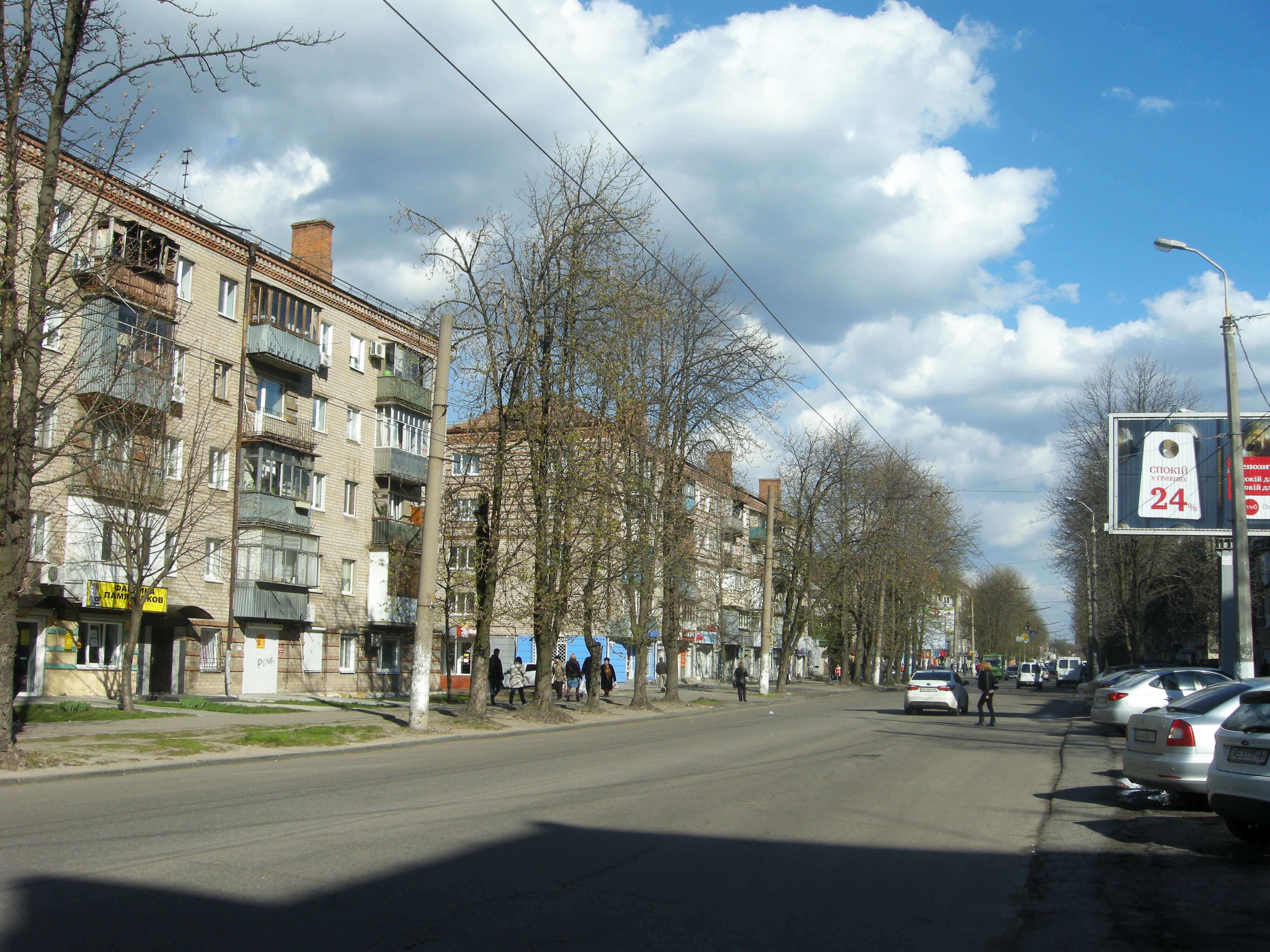
Вулиця Незалежності